# Kult ov Azazel
Kult ov Azazel je americká blackmetalová kapela z města Fort Lauderdale na Floridě, která byla založena v roce 1999 hudebníky s pseudonymy Xaphan a Xul pod původním názvem Azazel. V roce 2000 se přejmenovala na současný název.
Debutové studiové album s názvem Triumph of Fire vyšlo v roce 2001.

## Diskografie

### Azazel
Dema
- Entering Erebus (1999)
- Forever Heaven Gone (1999)
- Live 18.7.99 (1999)
- Of Evil and Hatred Promo (2000)

EP
- Order of the Fly (1999)

### Kult ov Azazel
Dema
- The Dawn of Luciferian Enlightenment (2016)

Studiová alba
- Triumph of Fire (2001)[1]
- Order of the Fly (2002)
- Oculus Infernum (2003)
- The World, The Flesh, & The Devil (2005)
- Destroying The Sacred (2009)

EP
- Grandaevus Dæmonum (2003)

Kompilační alba
- Black Mass Consecration (2004)

Živá alba
- Assaulting the Masses (2003)

Box sety
- Arctic Records Recordings (2021) – sada 5 CD

Split nahrávky
- Gather Against Humanity (2001)
- Kult ov Azazel / Krieg  (2002)
- Satan's Blood / Kult ov Azazel (2003)
- Through War or Suicide (2005)
- Feast of Sacrilegious Impurity (2006)
- In League with Satan (2012)
- Luciferian Vengeance (2016)